# Yoshito Usui
Yoshito Usui (臼井儀人?, Usui Yoshito; Shizuoka, 21 aprile 1958 – Monte Arafune, 11 settembre 2009) è stato un fumettista giapponese (mangaka). È noto per aver scritto il popolare manga giapponese Shin Chan.

## La morte

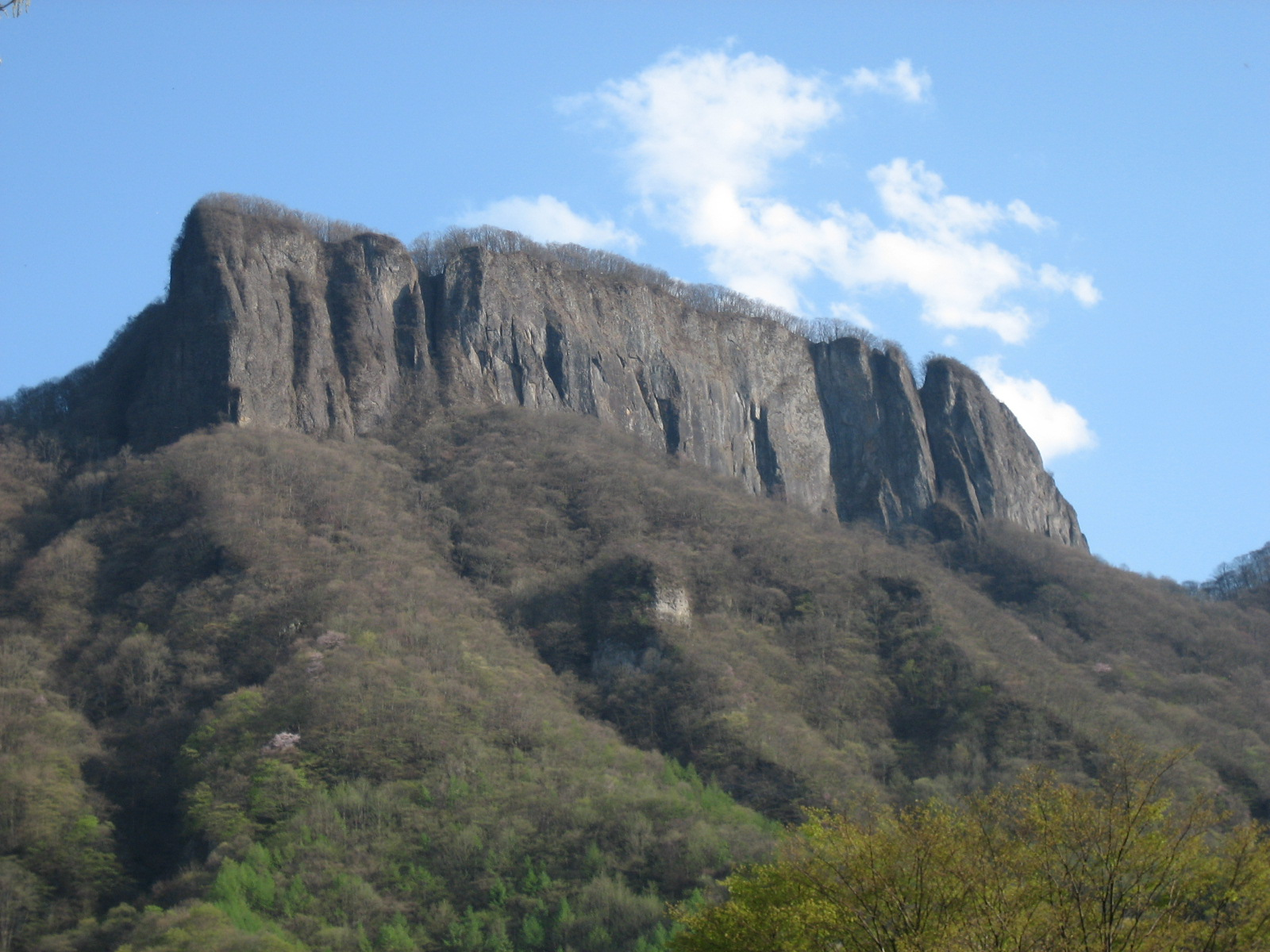
Monte Arafune, luogo del ritrovamento del cadavere di Yoshito Usui.

L'11 settembre 2009 scomparve misteriosamente dalla sua abitazione di Kasukabe.
Le ricerche della polizia di Saitama, sollecitate dai familiari a partire dal giorno successivo alla sparizione, si estesero successivamente ad altre circoscrizioni.
Il 19 settembre dello stesso anno venne rinvenuto da un alpinista sul Monte Arafune della prefettura di Gunma il cadavere del mangaka. La certezza dell'identificazione la si ebbe solamente il giorno successivo dopo un'analisi richiesta dai familiari, grazie al suo calco dentale ed agli effetti personali rinvenuti nello zaino. Secondo i medici il corpo dell'autore aveva i polmoni collassati, oltre a diverse ferite, ed il decesso sarebbe avvenuto nel pomeriggio dell'11 settembre in seguito a una caduta dalla cima di una scogliera alta circa 100 metri, posto dal quale, prima della morte, Usui ha anche scattato una fotografia.

## Opere
- Shin Chan
- Mix Connection
- Scrambled Egg
- Super Shufu Tsukimi-san
- Supper Mix
- Unbalance Zone